# أنقليس رعاد
الأنقليس الرعاد (الاسم العلمي: Electrophorus electricus) هو سمك طويل رفيع يستطيع إحداث تفريغ كهربائي قوي. ويوجد حوالي 500 نوع من الأسماك لها القدرة على إحداث تفريغ كهربائي. وأشهر هذه الأنواع وأقدرها على إنتاج تفريغ كهربائي قوي هو سمك الأنقليس الرعاد. ويستخدم هذا النوع من الأسماك التفريغ الرعاد في كشف الأشياء الموجودة تحت الماء وفي الاتصال بأسماك الأنقليس الرعاد الأخرى ولشل حركة فريسته. ويبدو الأنقليس الرعاد شبيهًا بأنواع الأنقليس الأخرى ولكنه في الواقع ليس منها بل ينتمي إلى السلورْ والشبوط.

## الحياة

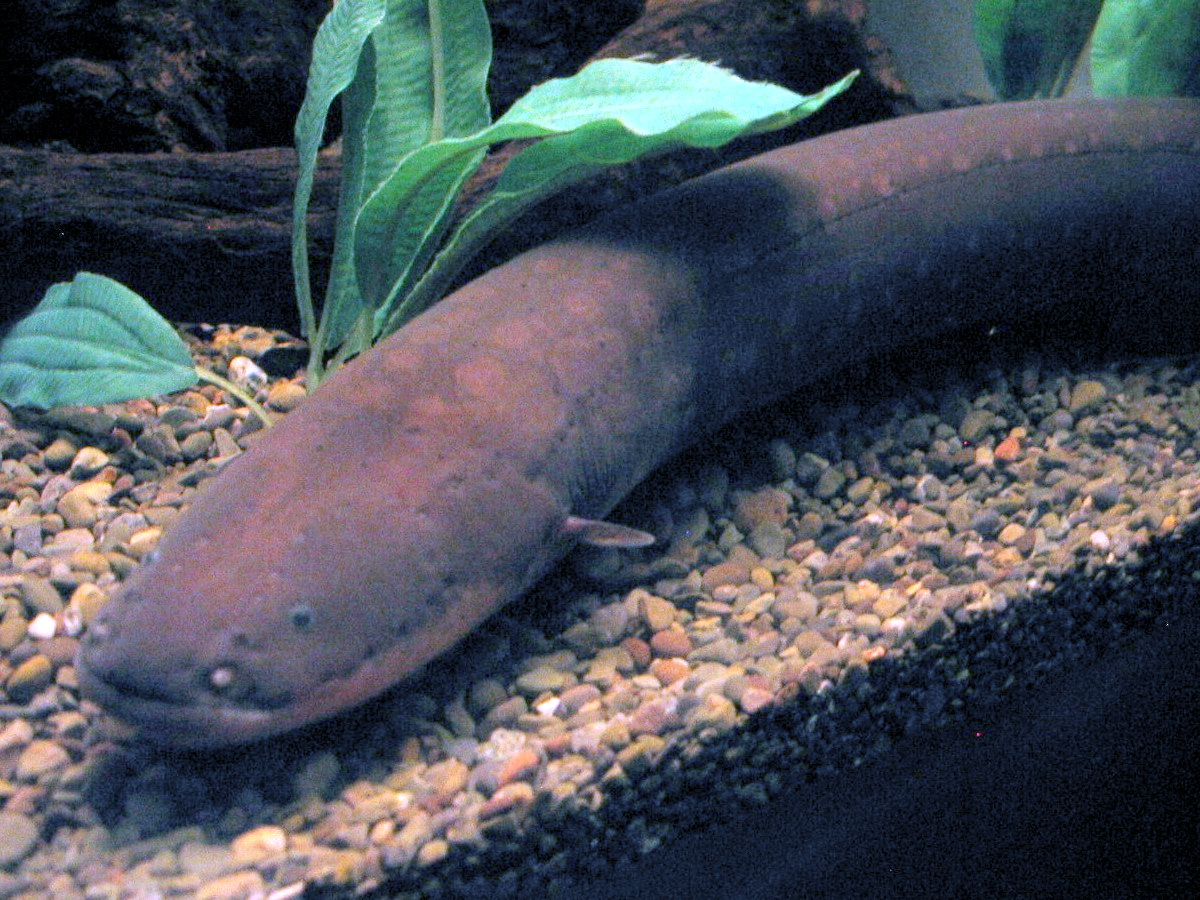
أنقليس رعاد يخرج من جحره

يعيش الأنقليس الرعدي في الأنهار الطينية في شمالي أمريكا الجنوبية مثل نهري الأمازون والأورينوكو. يبلغ طول هذا السمك حوالي 2,5م ولونه زيتوني بني، ويمثل ذيله الطويل المدبب أربعة أخماس طول جسمه الكلي. وللأنقليس الرعاد زعنفتان صغيرتان خلف الخياشيم وزعنفة طويلة على الجزء السفلي من جسمه. يتغذى الأنقليس الرعاد على البرمائيات وحتى الطيور والثدييات الصغيرة. كما تتنفس الهواء الجوي، ويجب أن تأتي إلى السطح بشكل متكرر. لديهم أيضا ضعف البصر، ولكن يمكن أن تنبعث منها شحنة كهربية منخفضة المستوى أقل من 10 فولت، والتي يستخدمونها مثل الرادار للتنقل وتحديد موقع الفريسة. ولا يعرف العلماء كثيرًا عن عاداته التناسلية.

## الكهرباء
لا تستطيع الدبابيس الكهربائية هذه الانكماش كغيرها من الخلايا العضلية العادية. وتعطي كل خلية شحنة صغيرة من الكهرباء عندما يثيرها عصب، وقد يؤدي مجموع الشحنات الناتجة من هذه الخلايا الكهربائية إلى إنتاج فرق جهد يتراوح بين 350 و 650 فولت إلا أن هناك اختبار حديث أثبت أن بإمكانه أن يصعق بقوة تفوق 860 فولت من سمكة يبلغ طولها تقريبا 130 سم.
- وهو كافٍ لشل حركة إنسان أو لقتل سمكة صغيرة. يولّد الأنقليس الرعاد عادة من ثلاث إلى خمس اندفاعات كهربائية في كل مرة يفرغ فيها شحنته. وتستغرق كل اندفاعة نحو 1/500 من الثانية.[2]

## التاريخ الحيوي والبيئي
في 19 مارس 1800، ثعبان الماء الرعاش أمسك به ألكسندر فون همبولت مع إيمي بون‌پلان. وكانا في تجريدة استغرقت خمس سنوات في غابات أمريكا الجنوبية، في طريقهم إلى نهر أورينوكو، وحين وصلوا إلى كالابوزو، اكتشفوا مستنقعات تعج بثعابين الماء، Electrophorus electricus. وأثناء بحثهما العلمي في سلوك ثعبان الماء، صُعِقا بشحنات كهربائية كبيرة. وقد أفاد همبولت أنه فقد الإحساس في مفاصله لمدة يوم بعد وقوفه مباشرة فوق ثعبان ماء. وقد علما أن جياداً قتلتها تلك الشحنات. وقد نشر همبولت مقال «مشاهدات عن ثعبان الماء في العالم الجديد» في 1808.
يعيش ثعبان الماء الرعاش في الأنهار الطينية في شمالي أمريكا الجنوبية مثل نهري الأمازون والأورينوكو. يبلغ طول هذا السمك حوالي 2.5 متر ولونه زيتوني بني، ويمثل ذيله الطويل المدبب أربعة أخماس طول جسمه الكلي. ولثعبان الماء الرعاش زعنفتان صغيرتان خلف الخياشيم وزعنفة طويلة على الجزء السفلي من جسمه. يتغذى الأنقليس الرعاد بالضفادع والأسماك الصغيرة. ولا يعرف العلماء كثيرًا عن عاداته التناسلية.